# Muzeum Historii Bet Sze’an
Muzeum Historii Bet Sze’an (hebr. מוזיאון הילדים לתולדות בית שאן) – muzeum historyczne położone w mieście Bet Sze’an na północy Izraela. Muzeum jest poświęcone historii tego miasta i jest specjalnie dostosowane dla dzieci.

## Historia
Miasto Bet Sze’an posiada wielowiekową historię sięgającą końca neolitu lub początku chalkolitu (VI-V tysiąclecie p.n.e.). Okres hellenistyczny przyniósł wielki rozkwit miasta, które zmieniło nazwę na Scytopolis (gr. Σκυθόπολις). Później w okresie rzymskim miasto dalej rozkwitało, aby w II wieku przeżyć swój złoty wiek. Zespół tutejszego parku archeologicznego jest chroniony przez Park Narodowy Bet Sze’an.

## Zbiory muzeum
Muzeum było wspólnym projektem realizowanym przez Ministerstwo Edukacji Izraela i władze miejskie Bet Sze’an. Jej celem było stworzenie muzeum będącego portalem edukacyjnym dla dzieci do poznawania historii miasta Bet Sze’an i Doliny Bet Sze’an. Przy jego tworzeniu zaangażowani byli lokalni nauczyciele i aktywiści społeczni. Przy wykorzystaniu nowoczesnych technologii uzyskano platformę, która nie ogranicza się jedynie do budynku muzeum. Stwarza ona możliwość poznawania lokalnej historii na lekcjach szkolnych oraz podczas domowych badań prowadzonych przez uczniów i studentów. Wirtualne zasoby muzeum zawierają tysiące zdjęć, filmów i zgromadzonych materiałów.